# Королева проклятих (роман)
Королева проклятих (англ. The Queen of the Damned) — третій роман Енн Райс з циклу Вампірські хроніки після романів «Інтерв'ю з вампіром» та «Вампір Лестат». Опублікований у 1988 році. У 2002 році на основі роману знятий фільм «Королева проклятих», головну роль в якому зіграла співачка Алія.

## Сюжет
У книзі розповідається про королеву Давнього Єгипту Акашу — найпершу вампірку та праматір усіх вампірів. Після довгого сну, завдовжки 6000 років, Акаша прокинулась і бажає відновити свою владу у світі. Але це не подобається її сучасним нащадкам. Проте убити її вони не можуть, бо загинуть самі.